# Елюй Чуцай
Елюй Чуцай, также Чу-цай (кит. трад. 耶律楚材, пиньинь Yélǜ Chǔcái; среднемонг. Урту сахалту, монг. Урт сахалт — «Длинная борода»; 3 августа 1189 — 2 июня 1243, Каракорум) — государственный деятель Монгольской империи, советник Чингис-хана и Угэдэя. Происходил из киданьского рода Елюй. Получил китайское классическое образование. Учёный и писатель, организатор административной системы Монгольской империи.

## Ранние годы
Отцом Елюй Чуцая был Ила Люй, который вёл своё происхождение от Абаоцзи (Елюя Амбагая), основателя киданьской династии Ляо (907—1125). Ила Люй, оставшись сиротой, был усыновлён родственником, который накануне или после падения Ляо перешёл на сторону новой династии — чжурчжэньской Цзинь (1115—1234). Будучи чиновником и учёным, Ила Люй занимал при дворе цзиньских императоров высокие посты. Он занимался переводом китайских книг на чжурчжэньский и киданьский языки, а также составлением истории императоров династии Цзинь.
Ила Люй умер в 1191 году. Воспитанием Елюй Чуцая занималась его мать, урождённая Ян, вероятно, китаянка. Под её руководством он получил классическое китайское образование. Обладая большими способностями, Елюй Чуцай к шестнадцати годам изучил разнообразные науки, в том числе конфуцианство, математику и астрономию, тесно связанную в Китае с астрологией. Своим родным языком он считал китайский, а киданьский изучил лишь в кара-китайском государстве Западное Ляо в период среднеазиатского похода Чингис-хана (1219—1224). Вероятно, Елюй Чуцай владел также чжурчжэньским и монгольским.
В 1205 году Елюй Чуцай сдал экзамены и был назначен канцеляристом (юань) в придворную канцелярию. В 1213 г. он получил должность тун чжи-ши — помощника правителя — округа Кайчжоу (провинция Хэбэй). К этому времени война с монголами шла уже два года, практически вся северная часть империи Цзинь находилась в их руках. В 1214 году Елюй Чуцай был вызван на службу в Срединную столицу Чжунду, где занимал незначительную должность юань-вайлана (помощника секретаря) при наместнике Ваньянь Фусине. После бегства императора Сюань-цзуна в Южную столицу Бяньцзин (Кайфын) союзные монголам киданьские войска осадили Чжунду (середина лета 1214 г.). Елюй Чуцай находился в осаждённом городе до его взятия в июне 1215 года. После этого он три года прожил в буддийском монастыре, где изучал священные книги. В этот период он получил от своего наставника Вань-суна прозвище Чжань-жань цзюй-ши («отшельник Чжань-жань»).

## На службе у монгольских ханов
Весной 1218 года Елюй Чуцай был вызван в ставку Чингис-хана. Монгольский правитель, старавшийся использовать вражду киданей и китайцев к чжурчжэням, не случайно обратил внимание на родственника императоров Ляо. Однако Елюй Чуцай был по воспитанию китайским чиновником-конфуцианцем и на слова Чингис-хана «Цзинь и Ляо — извечные враги. Мы отомстили им за тебя!» ответил: «Мои отец и дед, дав клятву на верность, служили им. Как бы посмели враждовать с государями, будучи их подданными!» Тем не менее, хан оценил такой ответ и оставил Елюй Чуцая при себе. Тот стал известен среди монголов как Урту сахал («Длинная борода»).

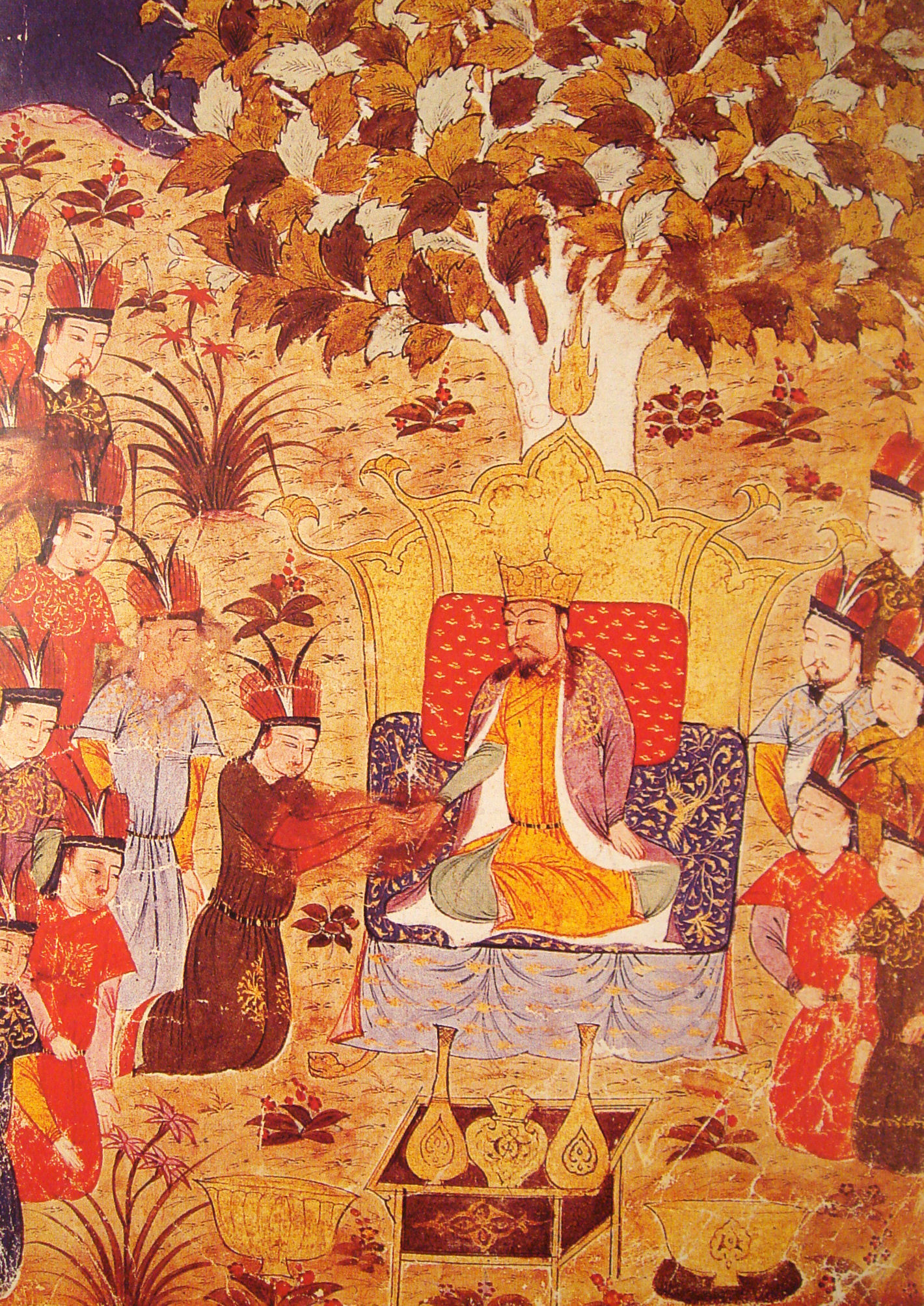
Возведение Угэдэя на престол. Миниатюра из Джами ат-таварих Рашид ад-Дина, XIV век

С 1219 года он сопровождал Чингис-хана в походе на Хорезм. В это время Елюй Чуцай, проявив свои астрологические познания, сделал несколько удачных предсказаний, что ещё более возвысило его в глазах суеверного хана. В 1222 году близ Самарканда произошла встреча с даосским монахом Чан-чунем, которого вызвал к себе Чингис-хан. Первоначально Елюй Чуцай, даже будучи буддистом, заинтересовался учением даосской школы Цюаньчжэнь. О его уважении к знаменитому монаху говорит тот факт, что Чуцай в то время писал стихи «на рифмы» Чан-Чуня. Но по возвращении из Средней Азии имя Чан-чуня было вычеркнуто из стихов, а в описании своего путешествия Елюй Чуцай отзывался о нём крайне неодобрительно. Перемена в отношении была связана с возросшей активностью даосов в Северном Китае, когда туда в 1224 г вернулся получивший значительные привилегии от Чингис-хана Чан-чунь. Даосы не только восстанавливали заброшенные в военное время, но и захватывали действующие буддийские монастыри; повсюду уничтожали изображения Будды, заменяя их изображениями Лао-цзы. Всё это вызывало крайнее недовольство Елюй Чуцая.
В 1227 году скончался основатель империи Чингисхан, и спустя два года собрался курултай для возведения на престол его преемника, Угэдэя. Согласно Юань ши, Елюй Чуцай сыграл основную роль в проведении церемонии, однако другие источники этого не подтверждают. Так или иначе, именно при Угэдэе развернулась деятельность Елюй Чуцая, как главного советника по китайским делам.
После уничтожения в 1227 году тангутского царства Си Ся и падения Бяньцзина, Южной столицы Цзинь (1234), весь Северный Китай оказался в руках монголов. Ещё в 1230 году часть монгольских нойонов, заявляя, что от китайцев нет никакой пользы, предложила Угэдэю их уничтожить, а земли превратить в пастбища. Против этого предложения выступил Елюй Чуцай. С помощью точных расчётов он показал, что гораздо выгоднее будет не уничтожать население, а установить систему постоянного налогообложения:
Если в самом деле в Северном Китае справедливо установить земельный налог, торговый налог и сборы на соль, вино, плавку железа и продукты гор и озер, то ежегодно можно получать серебра 500 тысяч лян, шёлка 80 тысяч кусков и зерна свыше 400 тысяч ши. Их будет достаточно для снабжения армии. Как так можно говорить, что от ханьцев нет никакой пользы!
Угэдэй согласился, и во всех десяти административных районах Северного Китая (лу) были созданы налоговые управления (кэ-шуй со) с бывшими чиновниками империи Цзинь во главе. К осени 1231 года было обеспечено поступление налогов в указанных Елюй Чуцаем размерах, и он был назначен ханом на должность чжун-шу лина («начальника великого императорского секретариата»). По сути, Елюй Чуцай стал главой всего гражданского управления Северного Китая, подобную же должность в управлении Средней Азией и Ираном в то время занимал Чинкай. Тогда же по инициативе Елюй Чуцая гражданская власть в Северном Китае была уравнена в правах и отделена от военной, как и от налоговых управлений. Представители каждой из структур этой триединой системы были независимы друг от друга и подотчётны только центральному правительству.
Другим крупным мероприятием Елюй Чуцая было проведение в 1237 году по всем областям Северного Китая традиционных китайских экзаменов на должности чиновников. К экзаменам допускались даже конфуцианцы, захваченные в плен и обращённые в рабство, причём их хозяевам запрещено было препятствовать этому под страхом смертной казни. В результате было набрано свыше четырёх тысяч чиновников, четверть из которых составляли бывшие рабы. В то же время среди служителей трёх религий — конфуцианцев, буддистов и даосов — были проведены экзамены для выявления тех, кто только выдаёт себя за служителя культа и таким образом уклоняется от налогов.
Елюй Чуцай пытался противодействовать крупным купцам-уртакам, стремившимся получить на откуп налоги с населения Северного Китая. До поры это ему удавалось, но в 1239 году налоги всё же были отданы на откуп мусульманскому купцу Абд ар-Рахману. С этого времени влияние Елюй Чуцая при дворе пошло на убыль. После смерти Угэдэя (1241) власть сосредоточила в своих руках его вдова Дорегене (Туракина), при которой Чуцай был фактически лишён власти, став, по сути, лишь заведующим канцелярией. Также были смещены со своих должностей Чинкай и Махмуд Ялавач, а Абд ар-Рахман стал главным советником Дорегене.
Елюй Чуцай скончался 2 июня 1243 года близ Каракорума. После смерти его недруги пытались обвинить Чуцая в присвоении половины всех налоговых поступлений. Однако в его доме были обнаружены лишь десяток китайских гуслей, несколько тысяч глав (цзюаней) книг, картины, надписи на камне и металле и его собственные неопубликованные сочинения.
Его сын Елюй Чжу служил при дворе хана Хубилая по меньшей мере до 1282 года. Он несколько раз назначался на высокий пост цзо чэнсяна («левого министра»).

## Литературное наследие
Около 1229 года Елюй Чуцай издал сочинение Си-ю лу («Описание путешествия на Запад»), в котором кратко описал быт, нравы и обычаи народов, увиденных им во время среднеазиатского похода монгольских войск в 1219—1224 годах. Вторая часть Си ю-лу содержит фрагменты, посвящённые нападкам на Чан-чуня и критике даосов.
Это сочинение вскоре после выхода в свет попало в разряд библиографических редкостей, о чём писал уже Шэн Жу-цзы, автор Шу-чжай лао-сюэ цун тань (около 1295 г.). Долгое время считалось, что полный текст Си-ю лу утрачен. Однако в 1927 году учёным Канда Синчо был опубликован список полного текста Си-ю лу, обнаруженный в императорской библиотеке в Токио. Выяснилось, что этот рукописный список был вывезён из Китая неким японцем ещё в 1236 году. Исчезновение изданий Си ю-лу после смерти Елюй Чуцая связывается исследователями с деятельностью его сына, Елюй Чжу, приверженца даосизма. Вероятно, по его приказу даже были уничтожены доски, с которых печаталось произведение.
Стихотворения Елюй Чуцая были изданы в 1234 году в Пинъяне в сборнике под названием Чжань-жань цзюй-ши цзи («Собрание сочинений отшельника Чжань-жаня»), составленном мелким чиновником Цзун Чжун-хэном. Изначально сборник состоял из 9 глав, более чем 500 стихов и различных заметок. Затем, между 1234 и 1236 годами он был расширен, и в современном виде включает 14 глав, 776 стихов и заметок. Из числа стихов 45 были написаны «на рифмы» (хэ юнь) Чан-чуня, но при издании его имя было вымарано из всех стихов и в настоящее время восстанавливается лишь по рифмам. Считается, что стихи Елюй Чуцая оригинальны по содержанию, но недостаточно отработаны по форме. Большая часть стихов посвящена прославлению буддизма, а некоторые направлены против даосов.

## Память

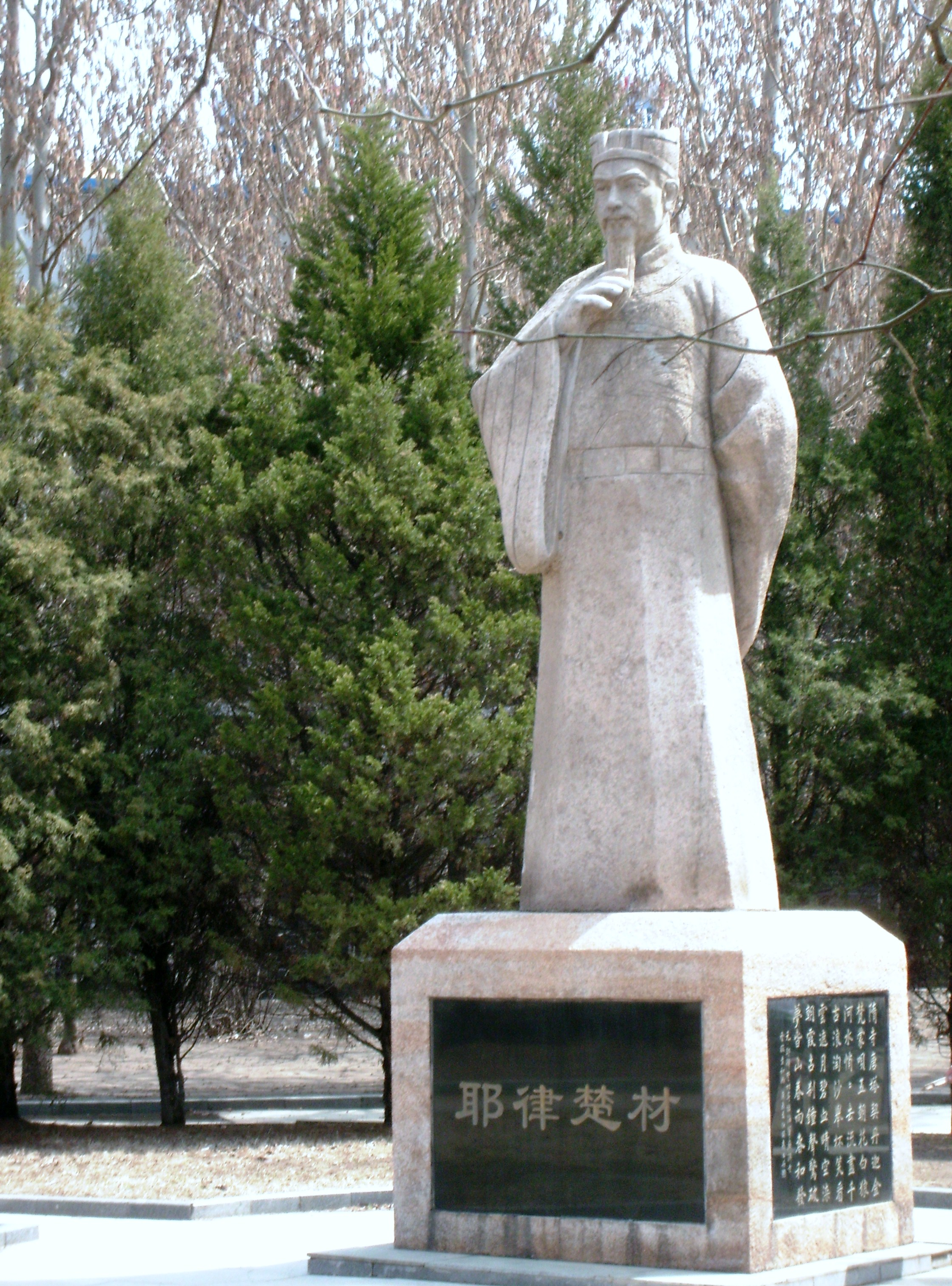
Памятник Елюй Чуцаю в юго-восточном углу парка Гута в Цзиньчжоу

Посмертное имя Елюй Чуцая — Вэнь-чжэн. 14 ноября 1261 года его прах был перенесён на гору Дунвэншань близ Пекина. В настоящее время гора носит название Ваньшоушань («Гора долголетия») и входит в территорию парка Ихэюань. На надгробной стеле, по приказу Елюй Чжу, сына покойного, была примерно в 1261—1264 годах нанесена надпись Юань гу лин чжун-шу шэн Елюй гун шэнь-дао бэй («Стела на пути духа покойного руководителя юаньского чжун-шу шэна»), содержащая биографию Елюй Чуцая. Текст надписи составил Сун Цзы-чжэнь, государственный деятель, продолжатель политики Елюй Чуцая. В храме, построенном на горе в честь Елюй Чуцая, находились мраморные статуи самого Чуцая и его жены, которая вела происхождение от поэта Су Дунпо. В 1751 году по приказу цинского императора Цяньлуна вместо старого был построен новый храм с эпитафией Елюй Чуцаю. Несмотря на разрушение в 1860 году англо-французскими войсками Старого Летнего дворца (Юаньминъюань), этот памятник сохранился по сей день.
По предположению Ц. Дамдинсурэна, Елюй Чуцай упоминается под именем Чу мэргэна в монгольском фольклоре: в «Легенде об избиении трёхсот недругов-тайчудов» и «Повести о мудрых беседах отрока-сироты с девятью витязями Чингисхана».

## Образ
- Елюй Чуцай (или Длинная борода) как мудрый советник Чингисхана фигурирует в китайско-монгольском 30-серийном сериале «Чингисхан» (серии 21-30).
- Елюй Чуцай как советник Чингисхана и Угэдэя фигурирует в 50-серийном сериале «Кубылай хан» (1-16 серии).
- «Жестокий век» — роман советского писателя Исая Калашникова.